# Тенгіз Арчвадзе
Князь Тенгіз Григорович Арчвадзе (груз. თენგიზ გრიგოლის ძე არჩვაძე; 3 серпня 1932 — 28 жовтня 2023, Тбілісі) — радянський і грузинський актор. Народний артист Грузинської РСР (1979).

## Життєпис
Тенгіз Арчвадзе народився 3 серпня 1932 року у Тифлісі. 1955 року закінчив акторське відділення Тбіліського театрального інституту імені Шота Руставелі.
Зніматися в кіно почав наприкінці 1950-х років. З 1967 до 1973 року працював у Руставському драматичному театрі. Актор Тбіліського театру імені К. Марджанішвілі з 1973 року.
Помер 28 жовтня 2023 на 92-му році життя.

## Князь

Його Царська Величність Нугзар Петрович Багратіон-Грузінський надає княжий титул Тенгізу Арчвадзе, 2018 рік

У 2018 році глава царської династії Багратіонів Нугзар Петрович Багратіон-Грузінський присвоїв Тенгізу Арчвадзе князівський титул за його неординарні акторські здібності та гідності його особи.
Цим царська сім'я Грузії висловила йому особливу вдячність як гідній людині та неординарному акторові.
Тим самим він став родоначальником княжого роду Арчвадзе.

## Фільмографія
- 1961 — Добрі люди — Тамаз Міріанашвілі
- 1961 — Під одним небом — Заза Очіаурі, художник
- 1963 — Маленькі лицарі — епізод
- 1964 — Закон гір — Гугуа
- 1964 — Зліт — льотчик
- 1964 — Тільки 17 кілометрів
- 1965 — Двадцять шість бакинських комісарів — Прокоп Джапарідзе
- 1965 — Хевсурська балада — Імеда Звіадаурі
- 1965 — Я бачу сонце — бригадир Датіко
- 1966 — Зустріч в горах — «Вахтанг»
- 1966 — Два життя — Йосип Наморадзе
- 1967 — Благання — Алуда
- 1967 — Скоро прийде весна — Бідзіна
- 1968 — Безіменний Уплісцихе
- 1968 — Розп'ятий острів — Георгій
- 1969 — Правиця великого майстра — Костянтин Арсакідзе
- 1969 — Червоний намет — Алессандріні
- 1969 — Чоловічий хор — чоловік
- 1971 — Перед світанком — Мурзакані
- 1971 — Зірки не гаснуть — Чингіз
- 1971 — Тепло твоїх рук — Юлон
- 1974 — Нехай він залишиться з нами — Таїров
- 1975 — Ферма в горах (новела в кіноальманасі «У тіні рідних дерев»))
- 1975 — Стиглие грона — Джаба Імеладзе
- 1975 — Не вір, що мене більше немає — Тенгіз, чоловік Тамари
- 1976 — Як ранковий туман — «Сандро Месхі»
- 1977 — Береги — «Мушні Зарандіа»
- 1977— Коли матерів немає вдома— «батько Бахи»
- 1977 — Синема
- 1979 — Ніко в горах («Перші гори») — геолог
- 1982 — Початок шляху
- 1982 — Не всі комети гаснуть — Олександр Бібілеїшвілі
- 1983 — Клятневий запис — цар Кахеті Олександр II, цар Іраклій II.' '
- 1984 — Понеділок — день звичайний — «Рамаз Павлович Аваліані, голова міськвиконкому»
- 1985 — Поки пройде осінній дощ — Вахтанг
- 1989 — Віз на шосе
- 1990 — Спіраль — священик
- 1991 — Втеча на край світу
- 1992 — Тільки смерть приходить обов'язково
- 1995 — Шведський принц з Імеретії — «Тенгіз»
- 1998 — Мій дорогий, коханий дідусь — Важа
- 2001 — Антимоз Іверієлі — Іван
- 2003 — Боже, за що? — Гудулі Бережіані
- 2003 — Ще одна грузинська історія — Гурам

## Нагороди та визнання
- Заслужений артист Грузинської РСР (1967).
- Народний артист Грузинської РСР (1979).
- Державна премія СРСР (1981).
- Орден Честі (1997)[6].
- Княжий титул від царської родини Грузії (2018)[7].
- Почесний громадянин Руставі (2020).
- Президентський орден «Сяйво» (2022)[8].
- Почесний громадянин Тбілісі (2022)[9].